# Hypnum megaptilum
Hypnum megaptilum là một loài Rêu trong họ Hypnaceae. Loài này được (Sull.) Lesq. & James mô tả khoa học đầu tiên năm 1884.